# Studzienna (Racibórz)
Studzienna (niem. Studen, Ratibor-Süd) – dzielnica Raciborza.

## Nazwa
Nazwa wsi jest polskiego pochodzenia i wiąże się z licznymi studniami, które dawniej funkcjonowały w Studziennej.
W księdze łacińskiej Liber fundationis episcopatus Vratislaviensis (pol. Księga uposażeń biskupstwa wrocławskiego) spisanej za czasów biskupa Henryka z Wierzbna w latach 1295–1305 miejscowość wymieniona jest w zlatynizowanej formie Stusona.
W alfabetycznym spisie miejscowości na terenie Śląska wydanym w 1830 r. we Wrocławiu przez Johanna Knie wieś występuje pod obecnie używaną, polską nazwą Studzienna, która funkcjonowała wówczas zarówno w języku polskim jak i niemieckim.

## Historia
Pierwsza wzmianka o Studziennej znajduje się w przywileju księcia Władysława z 14 IV 1258 r. dla klasztoru dominikanów przy raciborskim rynku. W dokumencie tym wspomniano, iż woda ze wsi „Studzona” (Studzienna) transportowana była wodociągiem przez środek miasta do domu braci dominikanów. Wykopaliska archeologiczne świadczą jednak o zamieszkaniu tych terenów w prehistorycznych czasach.
Przez Studzienną przebiega linia kolejowa łącząca Racibórz z Głubczycami (pierwszy pociąg przejechał tą linią 1 X 1856 r.), 20 X 1895 została otwarta druga linia – Racibórz-Opawa.
W Studziennej znajduje się także szkoła podstawowa (obecnie Szkoła Podstawowa z oddziałami dwujęzycznymi nr 5 im. Jana Brzechwy w Raciborzu). Pierwsza wzmianka o istnieniu szkoły w Studziennej pochodzi z 1764 r., znajdowała się ona przy Placu Zakopiańskim, w roku 1900 oddano do użytku nowy budynek szkoły, mieści się on przy ulicy Bojanowskiej 5. Od 2006 r. posiada statut szkoły dwujęzycznej. Obok budynku szkoły znajduje się Przedszkole nr 5, wybudowane zostało ono w latach międzywojennych, budynek został zniszczony w czasie II wojny światowej, zostało odbudowane przez mieszkańców i ponownie oddano do użytku w 1948 r.
W 1990 r. oddano do użytku budynek klubu sportowego LKS Studzienna przy ulicy Krętej/Urbana.
W 1922 r. na placu Zakopiańskim postawiono pomnik poległych, obok w 1991 r. umieszczono kamień upamiętniający ofiary II wojny światowej.

## Archeologia
Na terenie żwirowni znaleziono odłupkowe zgrzebło i odłupki krzemienne należące do kultury klaktońskiej. Przypuszczalnie jednak znaleziono je w złożu wtórnym ze zniszczonego stanowiska interglacjalnego.

## Ulice
| - Barbary - Bogumińska - Bojanowska - Broniewskiego - Floriana - Henryka Pobożnego - Hulczyńska - Jasna - Kopca - Kręta - Krótka - Moniuszki - Myśliwska | - Pawła - Polna - Sobieskiego - Sosnowiecka - Studzienna - Szymańskiego - Tunelowa - Urbana - Wawrzyńca - Wschodnia - pl. Zakopiański - Źródlana |